# 케이트 프라이스

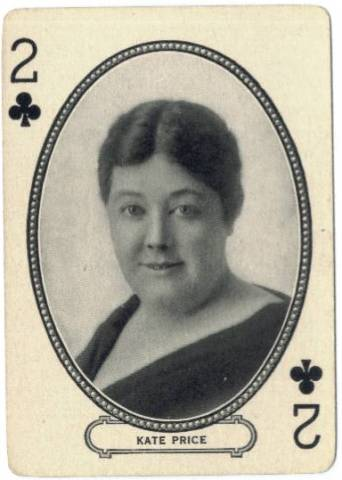

케이트 프라이스(Kate Price, 1872년 2월 13일 ~ 1943년 1월 4일)는 미국의 배우, 연극 배우, 영화배우이다.
코크에서 태어났으며 우들랜드힐스에서 사망하였다.

## 영화
- 더 구스 우먼 (1925년)
- 소공자 (1921년)
- 굿나잇, 너스! (1918년)